# Evans Kondogbia
Evans Kondogbia (Nemours, 3 mei 1989) is een Centraal-Afrikaans voetballer die als aanvaller speelt. Hij is geboren in het Franse Nemours en beschikt daarom ook over de Franse nationaliteit, maar maakte in 2010 zijn debuut in het Centraal-Afrikaans voetbalelftal. Kondogbia speelt als centrale aanvaller; tevens is hij de oudere broer van  Atlético de Madrid-middenvelder Geoffrey Kondogbia.

## Clubcarrière
Sporting Charleroi haalde Kondogbia in juli 2013 weg bij Club Luik. Daarvoor speelde hij bij Lorient, RRC Hamoir en Sprimont-Comblain, clubs uitkomend op het vierde competitieniveau van België. Bij Charleroi speelde hij geen wedstrijden in het seizoen 2013/14; in dezelfde jaargang werd hij verhuurd aan Racing Mechelen, waar hij elf duels speelde in de Derde klasse. Op 1 augustus 2014 maakte Kondogbia transfervrij de overstap naar AC Arles, waar hij op 24 oktober zijn eerste wedstrijd in de Ligue 2 speelde. Het duel tegen Chamois Niortais FC eindigde in een 1–0 overwinning door een doelpunt in de 80ste minuut van Gino van Kessel; na 74 minuten verving Kondogbia de Fransman Jonathan Zebina. In januari 2015 werd Victor Zvunka aangesteld als nieuwe trainer van AC Arles; enkele weken na zijn aankomst bij de club meldde hij dat hij bij de club onder meer voor Evans Kondogbia geen toekomst zag en dat deze kon vertrekken. Kondogbia sloot daarop aan bij de selectie van de Italiaanse club AC Renate, actief in de Serie C1. Een jaar later, begin 2016, vertrok hij naar de Spaanse club FC Jumilla.

## Interlandcarrière
Evans Kondogbia maakte op 4 september 2010 zijn debuut in het Centraal-Afrikaans voetbalelftal in een kwalificatiewedstrijd voor het Afrikaans kampioenschap voetbal 2012 tegen Marokko. Hij speelde de volledige wedstrijd (0–0). Met de Centraal-Afrikaanse Republiek speelde Kondogbia verder in de kwalificatietoernooien voor het Afrikaans kampioenschap 2013 en 2015 en voor het wereldkampioenschap voetbal 2014. Vooralsnog werd geen van de interlands, waarin Kondogbia speelde, winnend afgesloten.